# Pozières
Pozières (Pozière in piccardo) è un comune francese di 251 abitanti situato nel dipartimento della Somme nella regione dell'Alta Francia.
Durante la Grande Guerra qui vi si combatté l'omonima battaglia, parte della più ampia battaglia della Somme,la quale rase completamente al suolo il villaggio. 

## Società

### Evoluzione demografica
Abitanti censiti